# 포키스 2
포키스 2(Porky's II: The Next Day)는 캐나다에서 제작된 밥 클락 감독의 1983년 코미디 영화이다. 댄 모나한 등이 주연으로 출연하였고 돈 카모디 등이 제작에 참여하였다.

## 출연

### 주연
- 댄 모나한
- 와이어트 나이트
- 마크 헤리어
- 로저 윌슨

### 조연
- 시릴 오렐리
- 토니 가니오스
- 카키 헌터
- 스콧 콜롬비
- 낸시 파슨스
- 조셉 러닝폭스

## 제작진
- 배역: 마시 리로프